# USS Kete (SS-369)
USS Kete (SS-369) là một  tàu ngầm lớp Balao được Hải quân Hoa Kỳ chế tạo trong Chiến tranh Thế giới thứ hai. Nó là chiếc tàu chiến duy nhất của Hải quân Hoa Kỳ được đặt cái tên này, theo tên một loài thuộc chi Cá bướm hoặc loài cá hồi chó (Oncorhynchus keta). Nó đã phục vụ trong giai đoạn cuối Thế Chiến II, thực hiện được hai chuyến tuần tra và đánh chìm được ba tàu Nhật Bản với tổng tải trọng 6.881 tấn. Con tàu mất liên lạc trong chuyến tuần tra thứ hai tại khu vực quần đảo Ryūkyū vào khoảng tháng 3, 1945 mà không rõ nguyên do. Kete được tặng thưởng một Ngôi sao Chiến trận do thành tích phục vụ trong Thế Chiến II.

## Thiết kế và chế tạo
Thiết kế của lớp Balao được cải tiến dựa trên  tàu ngầm lớp Gato dẫn trước, là một kiểu tàu ngầm hạm đội có tốc độ trên mặt nước cao, tầm hoạt động xa và vũ khí mạnh để tháp tùng hạm đội chiến trận. Khác biệt chính so với lớp Gato là ở cấu trúc lườn chịu áp lực bên trong dày hơn, và sử dụng thép có độ đàn hồi cao (HTS: High-Tensile Steel), cho phép lặn sâu hơn đến 400 ft (120 m). Con tàu dài 311 ft 9 in (95,02 m) và có trọng lượng choán nước 1.526 tấn Anh (1.550 t) khi nổi và 2.424 tấn Anh (2.463 t) khi lặn. Chúng trang bị động cơ diesel dẫn động máy phát điện để cung cấp điện năng cho bốn động cơ điện, đạt được công suất 5.400 shp (4.000 kW) khi nổi và 2.740 shp (2.040 kW) khi lặn, cho phép đạt tốc độ tối đa 20,25 hải lý trên giờ (37,50 km/h) và 8,75 hải lý trên giờ (16,21 km/h) tương ứng. Tầm xa hoạt động là 11.000 hải lý (20.000 km) khi đi trên mặt nước ở tốc độ 10 hải lý trên giờ (19 km/h) và có thể hoạt động kéo dài đến 75 ngày.
Tương tự như lớp Gato dẫn trước, lớp Balao được trang bị mười ống phóng ngư lôi 21 in (530 mm), gồm sáu ống trước mũi và bốn ống phía phía đuôi tàu, chúng mang theo tối đa 24 quả ngư lôi. Vũ khí trên boong tàu gồm một hải pháo 4 inch/50 caliber, một khẩu pháo phòng không Bofors 40 mm nòng đơn và một khẩu đội Oerlikon 20 mm nòng đôi, kèm theo hai súng máy .50 caliber. Trên tháp chỉ huy, ngoài hai kính tiềm vọng, nó còn trang bị ăn-ten radar SD phòng không và SJ dò tìm mặt biển. Tiện nghi cho thủy thủ đoàn bao gồm điều hòa không khí, thực phẩm trữ lạnh, máy lọc nước, máy giặt và giường ngủ cho hầu hết mọi người, giúp họ chịu đựng cái nóng nhiệt đới tại Thái Bình Dương cùng những chuyến tuần tra kéo dài đến hai tháng rưỡi.
Kete được đặt lườn tại xưởng tàu của hãng Manitowoc Shipbuilding Company ở Manitowoc, Wisconsin vào ngày 25 tháng 10, 1943. Nó được hạ thủy vào ngày 9 tháng 4, 1944, được đỡ đầu bởi bà E. S. Hutchinson, và được cho nhập biên chế cùng Hải quân Hoa Kỳ vào ngày 31 tháng 7, 1944 dưới quyền chỉ huy của Hạm trưởng, Trung tá Hải quân Royal Lawrence Rutter.

## Lịch sử hoạt động
Sau khi hoàn tất việc chạy thử máy tại hồ Michigan, Kete khởi hành từ Manitowoc vào ngày 20 tháng 8, 1944, di chuyển dọc theo sông Mississippi và ngang qua New Orleans, Louisiana, đi đến vùng kênh đào Panama vào ngày 5 tháng 9. Tại đây nó tiếp tục huấn luyện cùng Hải đội Tàu ngầm 3 cho đến ngày 28 tháng 9, khi nó lên đường để đi sang khu vực Thái Bình Dương. Chiếc tàu ngầm đi đến Trân Châu Cảng vào ngày 15 tháng 10.

### Chuyến tuần tra thứ nhất
Lên đường vào ngày 31 tháng 10 cho chuyến tuần tra đầu tiên trong chiến tranh, Kete đi đến đảo Midway vào ngày 4 tháng 11 để tiếp thêm nhiên liệu, và cùng với tàu ngầm Sea Lion (SS-315) đi đến khu vực tuần tra tại biển Hoa Đông vào ngày 15 tháng 11. Hoàn cảnh thời tiết xấu cùng với việc cánh lái mũi gặp trục trặc buộc nó phải lên đường vào ngày 19 tháng 11, quay trở về Saipan để sửa chữa và đến nơi vào ngày 24 tháng 11. Nó lại cùng tàu ngầm Kraken (SS-370) rời Saipan vào ngày 24 tháng 12, đi đến khu vực tuần tra ở phía Bắc Okinawa bốn ngày sau đó. Bất chấp thời tiết xấu, nó đảm nhiệm vai trò tìm kiếm và giải cứu những phi công Hoa Kỳ bị bắn rơi ngoài khơi quần đảo Ryūkyū từ ngày 1 đến ngày 27 tháng 1, 1945. Nó kết thúc chuyến tuần tra khi đi đến căn cứ Guam vào ngày 30 tháng 1.

### Chuyến tuần tra thứ hai
Dưới quyền chỉ huy của hạm trưởng mới, Thiếu tá Hải quân Edward Ackerman, Kete rời Guam vào ngày 1 tháng 3 cho chuyến tuần tra thứ hai chung quanh quần đảo Ryūkyū. Nó đảm nhiệm vai trò tìm kiếm và giải cứu cũng như trinh sát thời tiết chuẩn bị cho Chiến dịch Iceberg chằm chiếm đóng Okinawa sắp diễn ra.
Đang khi tuần tra về phía Tây Tokara Retto trong đêm 9-10 tháng 3, Kete đã bất ngờ tấn công một đoàn tàu vận tải được hộ tống về phía Bắc Amami Oshima. Lúc 04 giờ 45 phút, nó phóng ngư lôi đánh chìm tàu chở quân lục quân Sanka Maru (2.495 tấn) tại tọa độ 29°25′B 128°15′Đ / 29,417°B 128,25°Đ, khiến 51 thành viên thủy thủ đoàn và 605 binh lính lục quân tử trận. Đến 07 giờ 05 phút, nó đánh chìm tàu chở hàng lục quân Dokan Maru (2.270 tấn) tại tọa độ 29°48′B 128°02′Đ / 29,8°B 128,033°Đ, khiến 27 thành viên thủy thủ đoàn, 23 pháo thủ cùng 4 hành khách tử trận. Chỉ năm phút sau đó nó tiếp tục đánh chìm tàu chở quân Keizan Maru (2.116 tấn) tại tọa độ 29°25′B 127°30′Đ / 29,417°B 127,5°Đ, khiến 43 thành viên thủy thủ đoàn và 64 binh lính lục quân tử trận. Trong đêm 14 tháng 3, nó lại tấn công một tàu rải cáp.
Chỉ với ba quả ngư lôi còn lại, Kete được lệnh rời khu vực tuần tra vào ngày 20 tháng 3 để tiếp nhiên liệu tại Midway và rút lui về Trân Châu Cảng để tái trang bị. Nó xác nhận lại mệnh lệnh vào ngày 19 tháng 3, và trên đường đi về phía Đông vào ngày hôm sau nó đã gửi một báo cáo thời tiết từ một vị trí về phía Nam eo biển Colnett. Sau đó con tàu hoàn toàn mất tích, và đã không có mặt tại Midway như được ấn định vào ngày 31 tháng 3. Kete được chính thức công bố bị mất vào ngày 16 tháng 4; lý do bị mất tích cho nay vẫn còn là một bí ẩn cho dù một số giả thuyết đã được đưa ra.

## Phần thưởng
Kete được tặng thưởng một Ngôi sao Chiến trận do thành tích phục vụ trong Thế Chiến II. Nó được ghi công đã đánh chìm ba tàu Nhật Bản với tổng tải trọng 6.881 tấn.
|  |             |  |
|  | Bronze star |  |

| Dãi băng Hoạt động Tác chiến  |                                                                         |                                      |
| Huân chương Chiến dịch Hoa Kỳ | Huân chương Chiến dịch Châu Á-Thái Bình Dương với 1 Ngôi sao Chiến trận | Huân chương Chiến thắng Thế Chiến II |